# 리투아니아 소비에트 사회주의 공화국의 국기

리투아니아 소비에트 사회주의 공화국의 국기

리투아니아 소비에트 사회주의 공화국의 국기 (뒷면)

리투아니아 소비에트 사회주의 공화국의 국기는 1953년 7월 15일에 제정되어 1988년 11월 18일까지 사용되었다.
빨간색 바탕 왼쪽 상단에는 노란색 별과 낫과 망치가 그려져 있으며, 국기 아래쪽에는 하얀색과 초록색 두 가지 색의 가로 줄무늬가 그려져 있다.
1940년부터 1953년까지는 빨간색 바탕에 깃대 쪽으로 노란색 낫과 망치가 그려져 있으며 그 위에 라틴 문자 "LIETUVOS TSR"이 쓰인 형태의 국기를 사용했다.

## 과거의 기

리투아니아 소비에트 사회주의 공화국의 국기 (1940년-1953년)

## 같이 보기
- 소련의 국기
- 소련의 공화국의 국기
- 리투아니아의 국기